# Juan Manuel Blanes

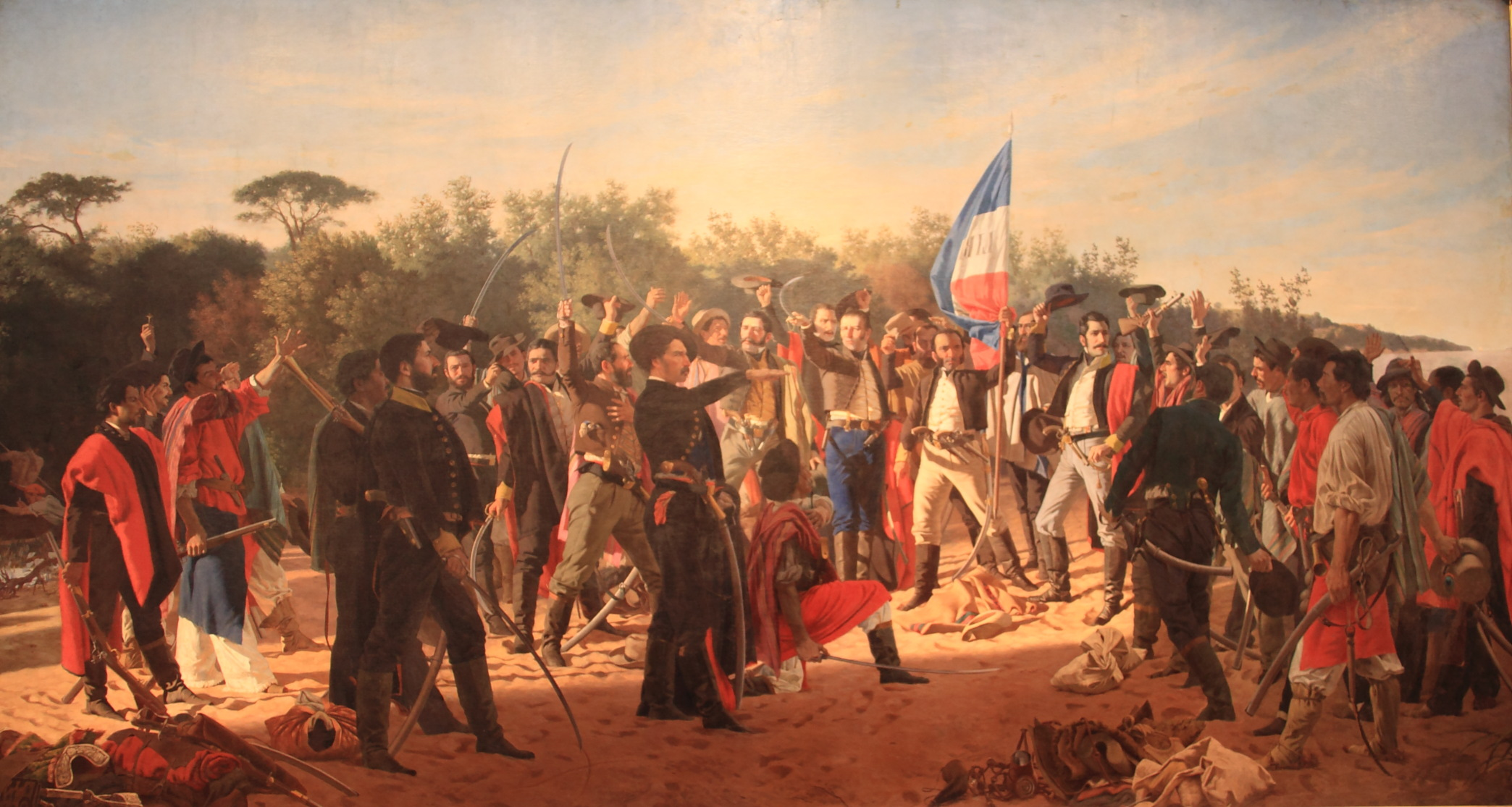
El Jurament dels Trenta-tres Orientals per Juan Manuel Blanes.

Juan Manuel Blanes (Montevideo, 8 de juny de 1830 — Pisa, Itàlia, 15 d'abril de 1901), fou un pintor uruguaià. En totes les seves obres, dintre de les reconstruccions històriques i a diferència dels pintors romàntics europeus, va buscar valors nacionals íntims.
Actualment, bona part de la seva obra es troba al Museu Juan Manuel Blanes de Montevideo.